# Peerage of Science
Peerage of Science é uma companhia criada por Janne Kotiaho, Janne Kotiaho e Janne-Tuomas Seppänen, três cientistas finlandeses cujo objetivo é o de mudar o padrão de revisão por pares que comumente é aplicado aos artigos científicos.